# Liga Latină
Liga Latină (cca. sec. VII î.Hr. - 338 î.Hr.) a fost o confederație de aproximativ 30 de localități și triburi din regiunea Latium, în apropierea Romei antice, organizată pentru apărare reciprocă. Termenul de Ligă Latină (latină Foedus Latinum) este unul inventat de istoricii moderni, care nu are un echivalent antic latin precis.